# Mnata
Mnata byl mytickým pokračovatelem Přemysla Oráče a kněžny Libuše, jedním ze sedmi legendárních českých knížat mezi Přemyslem Oráčem a prvním historicky doloženým knížetem Bořivojem.
Jedna z teorií týkajících se počtu těchto knížat je podepřena freskami na zdech rotundy v moravském Znojmě, ale Anežka Merhautová tvrdí, že tyto fresky zobrazují historicky doložené Přemyslovce včetně moravských údělníků.

## Původ jména
Jméno Mnata zaznamenal ve své Kronice české Kosmas, převzala ho i většina historiků z 19. století, včetně Františka Palackého. Jméno lze vyložit jako pamětlivý (od slova mníti – pamatovat).
Záviš Kalandra uvádí, že jména sedmi mytických českých knížat jsou odvozena ze starých slovanských názvů dnů v týdnu. Mnata by jako druhý z nich odpovídal pondělí, německy Montag, anglicky Monday. Máno (Mani) byl bůh, kterému bylo, jak jméno napovídá, zasvěceno Montag/pondělí.
Podle teorie Vladimíra Karbusického pochází dvanáct jmen mytických postav české historie včetně sedmi knížat z úryvku staroslověnského (či staročeského) textu - poselství Čechů k Frankům v 9. století. V tomto textu mělo být psáno: Krok’ kazi (Tetha), lubo premyšl, nezamyšl m’nata voj’n u‘ni zla, kr’z my s‘ neklan (am), gosti vit, což se vykládá jako: Zastav své kroky, Tetha (oslovení tehdejšího vůdce Franků, popřípadě západních sousedů obecně) a raději přemýšlej, nezamýšlím na tebe vojnu ani zla, kříži my se neklaníme, hosty vítáme.

## Posloupnost knížat
Kosmas píše, že: Po něm (Přemyslovi) Nezamysl nastoupil vládu. Když toho smrt uchvátila, Mnata dostal odznaky knížecí.
Dalimil a Kosmas se ovšem neshodují v tom, co bylo po Nezamyslově smrti. Dalimil píše:
Po něm Mnata, potom Vojen, o němž známo je nám to jen, že byl ještě plný sil, když zem synům rozdělil.